# 47-й моторизованный корпус (вермахт)
47-й моторизованный корпус (нем. XXXXVII. Armeekorps (mot.)), сформирован 14 декабря 1940 года.
21 июня 1942 года переименован в 47-й танковый корпус.

## Боевой путь корпуса
8 июня 1941 года на совещании с начальниками штабов 12-го армейского корпуса (Вальденбург), 47-го армейского корпуса (Бамлер) и офицерами службы генштаба отмечалось, что подготовка соединений будет закончена к 22 июня.
С 22 июня 1941 года — участие в германо-советской войне, в составе группы армий «Центр».

17-я и 18-я танковые дивизии 47-го моторизованного корпуса форсировали Западный Буг на участке Зачопки, Мокраны и, не встречая большого сопротивления со стороны ошеломленных артиллерийским огнем подразделений 6-й стрелковой дивизии и частей, находившихся на строительстве укрепленного района, начали развивать наступление в направлениях Лыщицы и Мотыкалы.— Сандалов Л. М. Боевые действия войск 4-й армии в начальный период Великой Отечественной войны
Севернее Бреста 47-й моторизованный корпус около 11.00 22 июня 1941 года прорвался от Мотыкалы к Видомлю, где столкнулся с советской 30-й танковой дивизией (имела на вооружении 211 легких танков Т-26), которая приостановила продвижение немцев, но тут же подверглась ударам с воздуха. Потери в 30-й танковой дивизии составили до 25 % личного состава, 30 % танков, погибли 3 командира батальонов и 5 командиров рот. В промежуточном донесении группы армий «Центр» указывалось, что 18-я танковая дивизия «отразила сильную танковую атаку русских».
Остановить продвижение 47-го корпуса 2-й танковой группы Гудериана севернее Бреста советские войска не смогли.
К вечеру 23 июня 1941 года 47-й мотокорпус занял Ружаны.
Бои в Белоруссии, затем в районе Смоленска.
6 октября 1941 года 47-й моторизованный корпус 2-й танковой группы Гудериана занял город Карачев. 43-й армейский корпус, обойдя Брянск с севера и продвигаясь на Карачев, стремился соединиться с частями 47-го моторизованного корпуса немцев и завершить окружение войск Брянского фронта.
В 1942 году — бои в районе Орла.

## Состав корпуса
В июле 1941:
- 17-я танковая дивизия
- 18-я танковая дивизия

В январе 1942:
- 17-я танковая дивизия
- 18-я танковая дивизия
- 29-я моторизованная дивизия

## Командный состав корпуса

### Командующий корпусом (нем.Kommandeure)
- с 14 декабря 1940 года (по другим данным с 25 ноября 1940) по 21 июня 1942 года — генерал артиллерии (с 4 июля 1941 года - генерал танковых войск) Йоахим Лемельзен (Иахим Лемельсен) (нем. Joachim Lemelsen)[3]

### Начальник штаба (нем.Chef des Generalstabes)
- с 25 ноября 1940 года по май 1942 — полковник Генштаба Рудольф Бамлер (Rudolf Bamler)[3]
- с мая 1942 до переформирования корпуса в танковый — полковник Генштаба Вальтер Рейнхард (Walter Reinhard)[][3]

### Начальник оперативного отдела (нем.Ia Generalstabsoffizier)
- с 25.11.1940 до переформирования корпуса в танковый — майор Генштаба Гельмут фон Виссманн (Helmuth von Wissmann)[][3]